# Richard Brixel

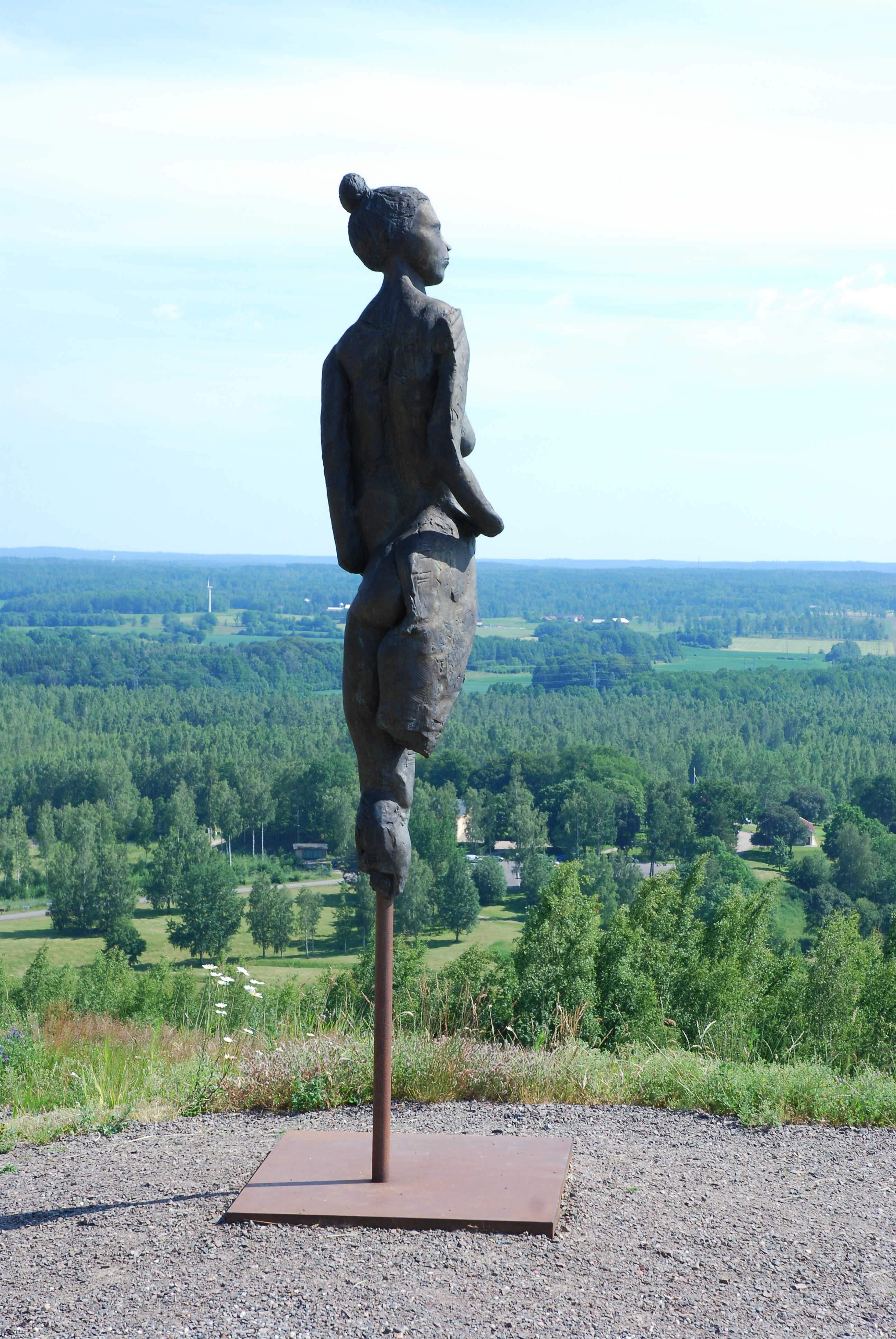
Karyatid (2001), Konst på Hög.

Richard Ludwig Olof Brixel, född 22 december 1943 i Stockholm, död 3 juli 2019 i Arboga, var en svensk skulptör.
Richard Brixel studerade juridik, filosofi och konsthistoria på Stockholms universitet och konst vid ABF:s konstskola och Idun Lovén målarskola 1963–1965 och var frielev för skulptören och professorn Bror Marklund på Kungliga konsthögskolan 1966 samt på skulpturlinjen vid Konstfackskolan i Stockholm 1967–1973 (MFA). Han har medverkat i ett stort antal separatutställningar i Sverige och övriga världen. Tillsammans med Göran Danielson, Peter Ekström och Stig Olson bildade han konstnärsgruppen D4.

## Offentliga verk i urval
- Balans (1981–1985), brons, Stadsparken i Örebro
- Näcken (1987), brons, Örebro konserthus
- Metamorfos (1985), brons, Sörbyängen
- Mona (1987), brons, Åkerby Skulpturpark i Nora
- Karyatid (1991), brons, Smedjebacken i Örebro
- Vingmänniska (1991, brons, Granngsringen i Tyresö kommun
- Bevingad gestalt (1992), brons, Granängsringen i Stockholm
- Vinge (1992), brons, Serpentinparken, Ladugårdsängen i Örebro
- Vänskap (1995), brons, Örebro universitet
- Landmärke (1995), ekebergsmarmor, Örebro universitet
- Stendans (1995), ekebergsmarmor, Örebro universitet
- Quatro amici felici (1996), brons, Karlskoga
- Hemresan (1996), brons, Askersund
- Makt (1998), brons, Konst på Hög, Kumla
- Löv (1999), brons, Örebro
- Golfspelare (2000), brons, Kumla Golfklubb
- Karyatid (2001), brons, Konst på Hög, Kumla
- e = m2 (2001), brons, Eskilstuna
- Blixten (2002), brons, rondell i Ludvika
- Minnesmärke över Ronnie Peterson (2003), brons, Örebro
- Den lyckliga filosofen (2005), brons, Entrétorget i Arboga
- Dream (2008), brons, Olympiska parken i Beijing
- Skönhet (2010), brons, Kumla sjöpark
- Passion Extreme (2016), brons, minnesmärke över Tomas Olsson, Krokshallsberget, Borås

Brixel är representerad vid bland annat Örebro läns museum, Örebro läns landsting, Västerås konstmuseum och Göteborgs konstmuseum.

### Fotogalleri

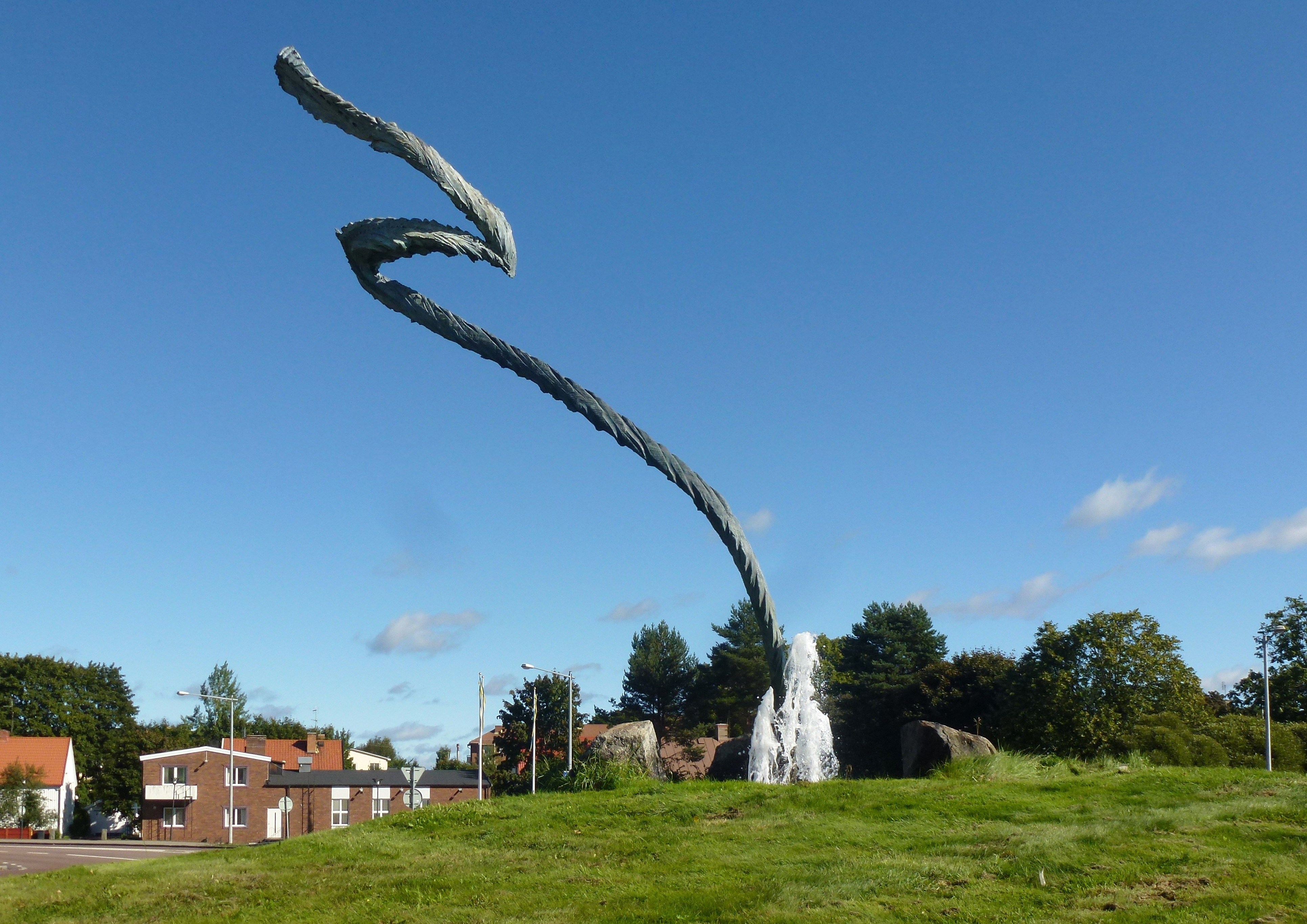
Blixten (2002), brons, rondell i Ludvika.
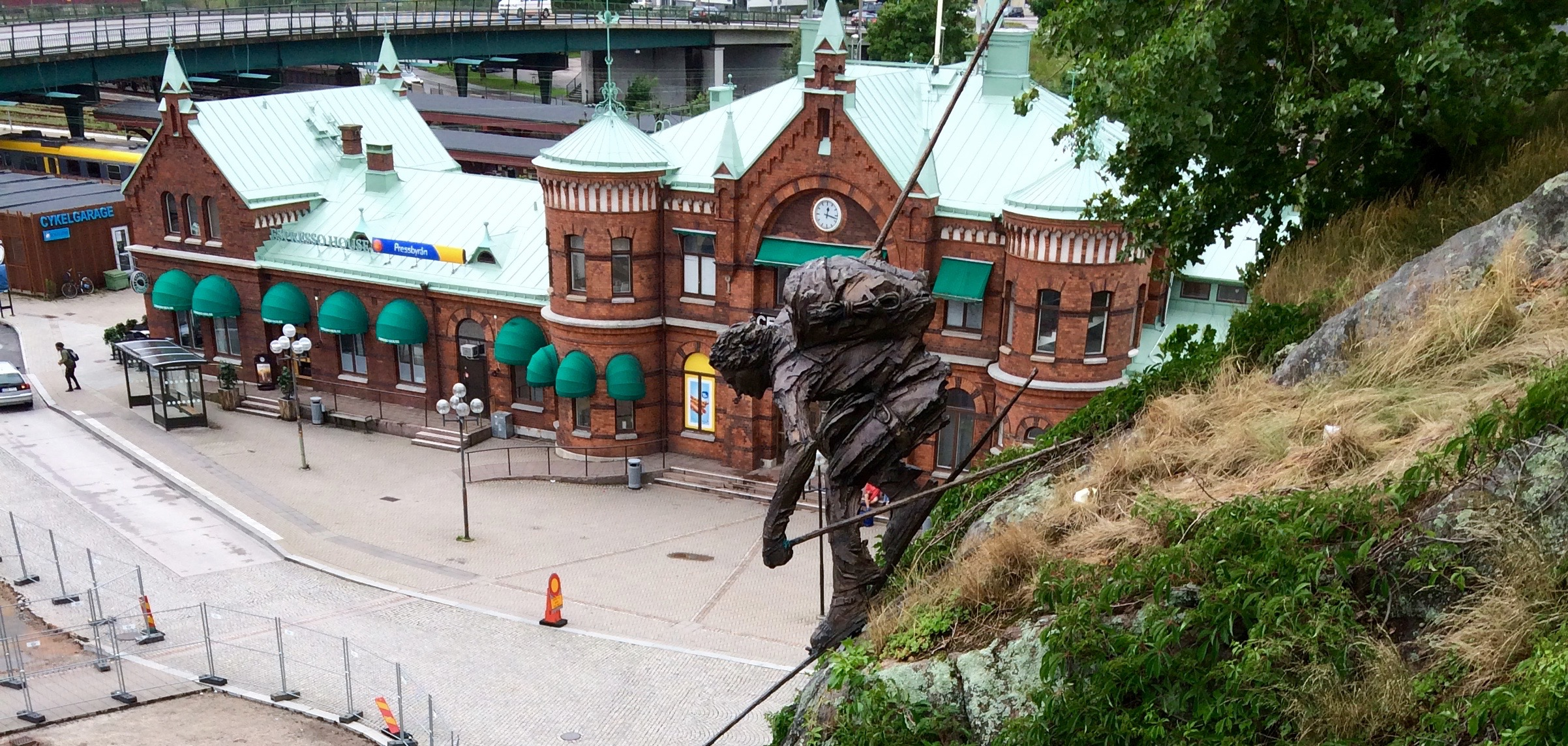
Passion Extreme (2016), på Krokshallsberget i centrala Borås